# Nepalska Partia Robotniczo-Chłopska
Nepalska Partia Robotniczo-Chłopska  (Nepal Workers Peasants Party, नेपाल मजदुर किसान पार्ती) jest komunistyczną partią w Nepalu. Partia została założona w 1976 roku poprzez połączenie partii Rohit Samuha, Nepalska Rewolucyjna Organizacja Proletariatu i Kisan Samiti.
Liderem partii jest Narayan Man Bijukchhe ('Towarzysz Rohit'). Młodzieżówką partii jest Nepalska Rewolucyjna Unia Młodzieży.
W wyborach parlamentarnych w 1999 roku partia uzyskała 48 685 głosów (0,41%, 1 mandat).